# Луговой (Николаевский район)
Луговой —поселок в Николаевском районе Ульяновской области в составе Николаевского городского поселения. 

## География
Находится на расстоянии примерно 6 километров на восток по прямой от районного центра поселка Николаевка.

## История
В 1990-е годы году работал совхоз «Канадейский».

## Население
Население составляло 26 человек (русские 35%, мордва 65%) в 2002 году, 13 по переписи 2010 года.